# Museo y Archivo Histórico Casa de Morelos
El Museo y Archivo Histórico Casa de Morelos es un recinto museográfico ubicado en Morelia, Michoacán, que ocuparon tanto el líder insurgente como su familia y descendientes hasta 1910.

## Historia
La casa fue construida en 1758, y fue vendida a Morelos en 1801. Fue abandonada por la participación y el liderazgo del sacerdote en el movimiento insurgente y al término del conflicto su familia volvió a ella. Fue habitada por sus descendientes hasta que en el año de 1910 fue vendida al gobierno mexicano por el nieto del insurgente, Francisco Díaz. En 1933 fue declarada monumento nacional y en 1939 pasó a resguardo del Instituto Nacional de Antropología e Historia. 

## Exhibición
En la parte del museo cuenta con nueve salas, cuatro de las cuales están dedicadas a ambientaciones sobra la vida cotidiana en la antigua Valladolid y los alrededores a finales del siglo XVIII, y el resto al desarrollo de la Independencia de México y a la vida de José María Morelos. En esta área se preservan 300 piezas históricas.
El archivo histórico por su cuenta resguarda un córpus de 2 millones de documentos, la mayoría pertenecientes al obispado de Valladolid y Morelia, de los siglos XVII hasta el XX.